# 사우스웨스턴 침례 신학교
사우스웨스턴 침례 신학교(Southwestern Baptist Theological Seminary)는 텍사스 주 포트워스에 있는 침례교 신학연구소이다. 남침례교 총회에 소속되어 있으며 1908년에 설립되었다. 2005년에는 세계에서 가장 큰 신학교 중 하나였다. 북미 신학교 협회, 남부 대학 협회 위원회 및 국립 음악 학교 협회의 인증을 받아 졸업장과 학사, 석사 및 박사 학위를 수여한다.

## 역사

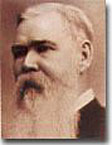
BH 캐롤

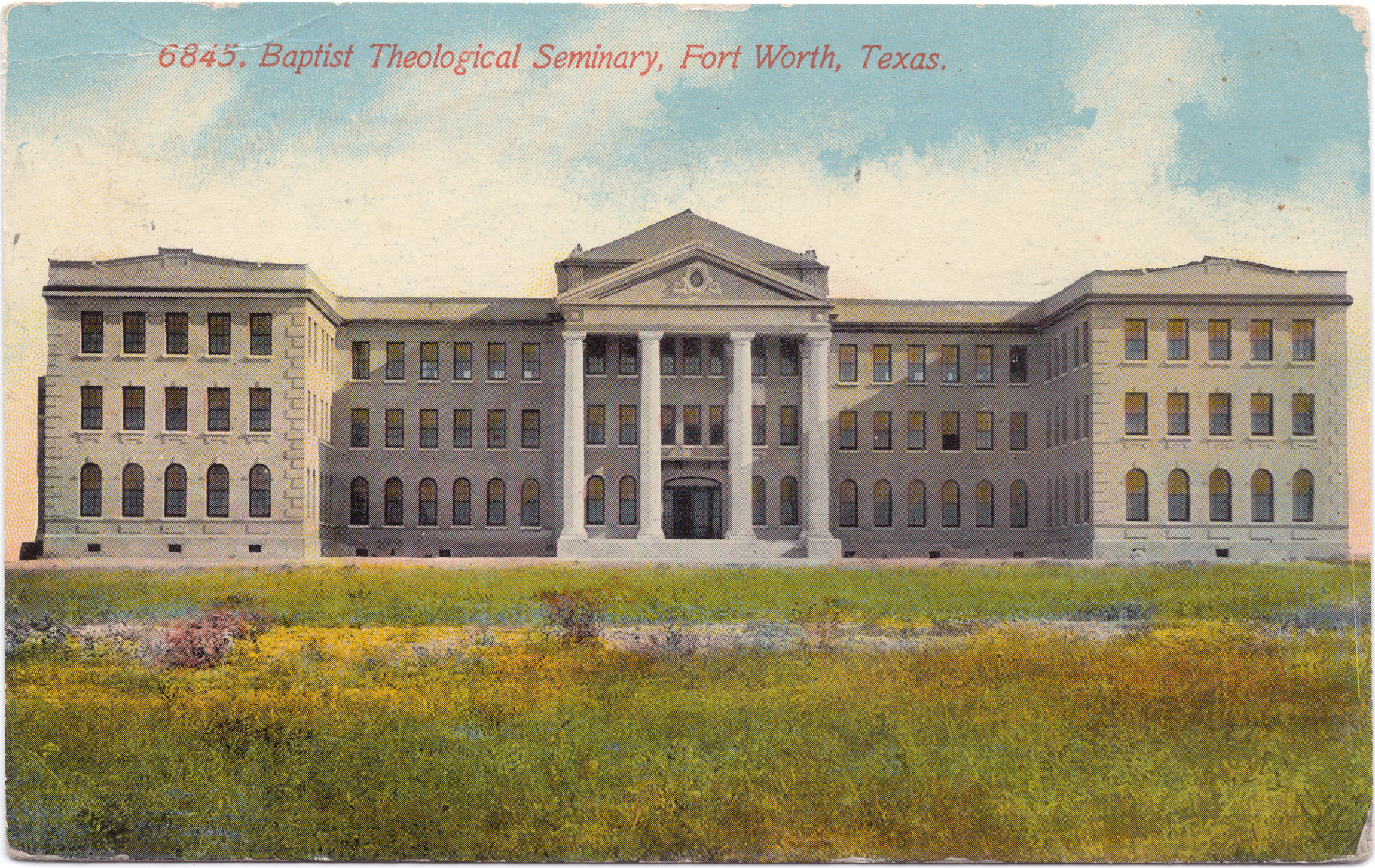
사우스웨스턴침례신학교 엽서, 1912년

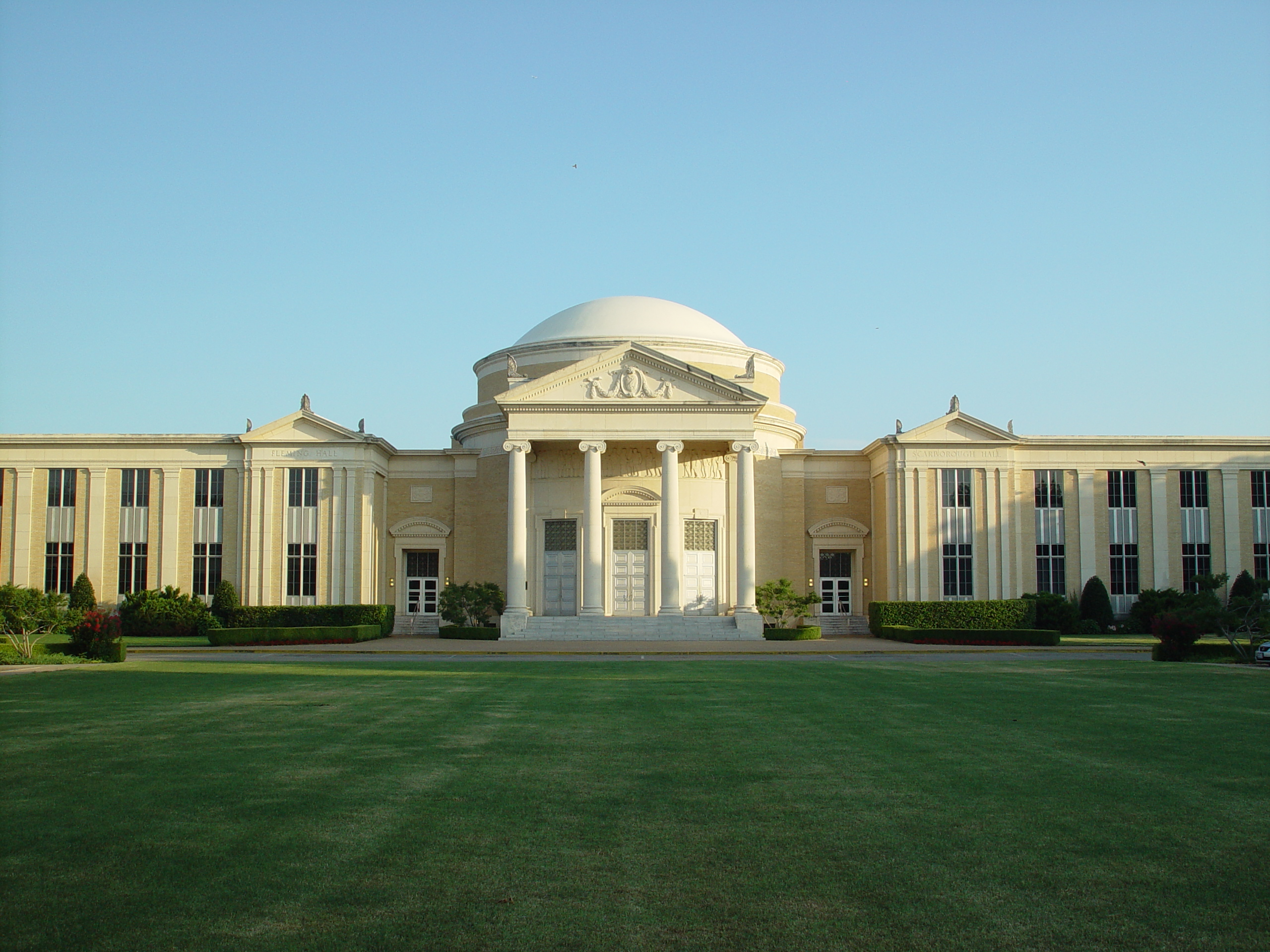
BH 캐롤 기념관은 사우스웨스턴 침례신학교의 주요 행정 건물이다.

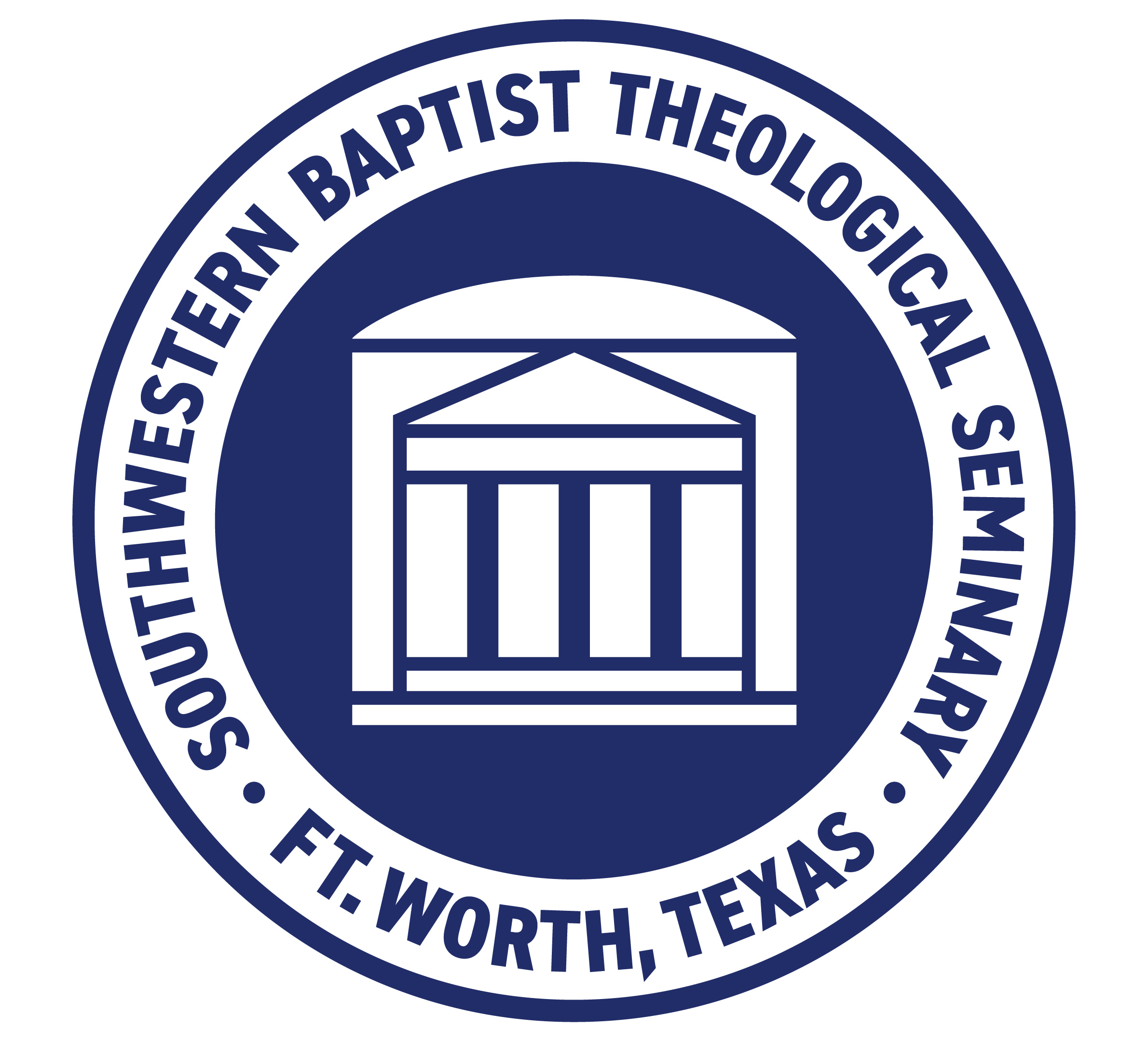
사우스웨스턴 신학교의 공식 인장

사우스웨스턴 신학교는 1901년에 설립된 베일러 대학교 신학과에서부터 성장했다. 1905년까지 BH 캐롤은 5명의 교수로 구성된 학과를 베일러 신학교로 전환했지만 여전히 베일러 대학교 소속이었다. 1907년, 베일러 대학교 총장이었던 사무엘 팔머 브룩스가 유럽으로 휴가 중이었을 때, 당시 베일러 이사회 의장이었던 캐롤은 종교학과를 대학에서 분리하여 별도의 기관으로 인가하자는 발의를 했다. 신학교는 1908년에 설립되었으며 캐롤이 초대 총장으로 임명되었다.

## 행정 및 교수진
사우스웨스턴 침례 신학교는 현재 시차적 임기를 제공하는 40명으로 구성된 이사회에 의해 관리된다. 이사회 구성원은 남침례회에 의해 선출된다. 이사회는 교수진과 행정 임원을 선출한다. 재정적 지원은 남침례회의 협력 프로그램, 기부금 수입, 및 학생비에서 파생된다.
아담 더블류 그린웨이가 제9대 신학교 총장이었다. 전임 교수진은 약 70명으로 구성되어 있으며, 시간제 교수진과 겸임 교수진의 거의 두 배에 달한다.

## 교육 현황
신학 외에도 사우스웨스턴은 변증학, 성경상담, 기독교교육, 신학, 이슬람학, 선교학, 음악 등 다양한 대학원 전공을 제공하고 있다.
1908년부터 44,000명 이상의 학생이 졸업했으며 현재 학생회는 46개의 주와 45개국을 대표한다. 신학교의 학술지인 사우스웨스턴 신학 저널은 1958년부터 출판되었으며 보수적이고 침례교를 지향한다.
2005년 가을, 사우스웨스턴은 학부 프로그램을 LR 스카보로 대학으로 전환했으며 나중에 텍사스 침례 대학교로 이름을 변경했다. 2007년에 신학교는 리차드 랜드의 이름을 따서 새로운 "문화 참여 센터" 명명하는 등 문화에 참여하고 문화를 변화시키기 위한 계획을 시작했다. 이 발단에 맞춰 신학교는 저명한 지적 설계 옹호자인 윌리엄 뎀스키를 고용했다. 2016년에는 철학 석사 학위 프로그램이 추가되었다. 이 프로그램은 이사회에게, 또한 2017년 1월에는 인증 기관인 신학대학원협회 (ATS)의 승인을 받았다. 사우스웨스턴의 당시 회장이었던 페이지 패터슨은 다음과 같이 말했다.
모든 사람은 철학자입니다. 문제는 당신이 좋은 사철학자입니까 아니면 나쁜 철학자이냐는 것입니다. 우리는 훌륭한 철학자를 보유하고 우리 국민 중에서 훌륭한 사상가와 철학자를 양성하기 위해 최선을 다하고 있습니다.
사우스웨스턴은 6개의 학교로 나뉘어져 있다.
- 신학부
- 교회 음악 및 예배 음악부
- 잭 D. 테리 교육 사역부
- 로이 J. 피쉬 전도 및 선교부
- 텍사스 침례교 대학

## 종교적 신념
침례교 신앙과 메시지 (2000)는 신학교의 신앙고백서이다(학문 및 신학적 완전성에 관한 남서부 선언 참조). 성경적 무오성에 관한 시카고 선언문과 성경적 남성성과 여성성에 관한 댄버스 선언문은 각각 성경적 영감과 성역할의 본질에 대한 신학교의 교리적 입장과 관련된 추가 해석 지침을 제공한다.

## 원격 캠퍼스들
사우스웨스턴 침례 신학교는 포트워스에 메인 캠퍼스를 두고 있지만, 원격 캠퍼스들에서도 프로그램과 특정 학위를 제공한다.
- 신학석사 (독일 본)

### 동문
사우스웨스턴에는 여러 남침례교 총회 회장, 미국 상원의원, 미국 주지사, 미국 대통령 후보자, 미국 백악관 내각 구성원, 신학교 총장, 목사, 교육자, 신학자, 민권 운동가, 작곡가, 작가 등을 포함하여 유명하고 잘 알려진 많은 동문이 포함되어 있다.
- 게리 채프먼 (《5가지 사랑의 언어》의 저자)
- 빌 모여스 (제11대 백악관 대변인)
- 제임스 랭크퍼드
- 제프 아이오그
- 다니엘 아킨
- 루이 기글리오
- J.D. 그레이
- 로니 플로이드
- 스티브 게인즈
- 잭 그래함
- 윌리엄 G. 태너
- 마크 브리스터
- 마이크 허커비
- 로버트 제프리스
- 찰스 스텐리
- 폴 워셔